# Bundesstraße 47
Pour les articles homonymes, voir B47 et Route 47.
La Bundesstraße 47 (abrégé en B 47) est une Bundesstraße reliant Hettenleidelheim à Walldürn.

## Localités traversées
- Hettenleidelheim
- Worms
- Bürstadt
- Bensheim
- Michelstadt
- Erbach
- Amorbach
- Walldürn